# 2275 Куїтлауак
2275 Куїтлауа́к (2275 Cuitlahuac) — астероїд головного поясу, відкритий 16 червня 1979 року.
Тіссеранів параметр щодо Юпітера — 3,567.